# Aachener Gnadenbild
Das Aachener Gnadenbild ist eine traditionsreiche Marienfigur mit Kind im Aachener Dom.

## Geschichte und Tradition
Die Verehrung dieses Gnadenbildes hat in Aachen eine Jahrhunderte alte Tradition. Teilweise wird vermutet, dass seit fast tausend Jahren jeweils eine Marienfigur in Aachen hoch verehrt wurde. So sind Siegel aus dem 13. Jahrhundert erhalten, die eine auf einem Thron sitzende Himmelskönigin mit segnendem Jesusknaben mit der Umschrift SANCTA MARIA AQUENSIS („Heilige Maria von Aachen“) darstellen. Vermutungen datieren die abgebildete Statue in das 10. Jahrhundert.
Die älteste bezeugte Figur ist eine gotische Figur aus Eichenholz aus dem 14. Jahrhundert. Sie verbrannte beim Stadtbrand 1656 fast vollständig. In eine neue Figur aus Lindenholz wurden die geretteten Köpfe sowie die rechte Hand Marias integriert. Die Asche der verbrannten Figur wurde in einen Hohlraum im Rücken gelegt. Diese Figur wurde 1987 grundlegend restauriert. Durch Holzkäferbefall war sie stark gefährdet; Fingerkuppen und der kleine Finger Marias fehlten bereits.

## Kleider und Schatz des Gnadenbildes
Die beiden Figuren – Maria und das Kind – tragen spätestens seit dem 15. Jahrhundert jeweils wechselnde textile Gewänder.
Es ist Tradition in Aachen, dass der Muttergottes – oft zu besonderen Anlässen – Kleider und andere Schmuckstücke geschenkt werden. Der älteste Nachweis dieser Tradition – und zugleich eines der wertvollsten Stücke des Gnadenbildes – ist die Krone der Margarethe von York von 1461, die sie 1474 dem Gnadenbild schenkte.
Bis heute werden der Marienfigur Kleider und Schmuck geschenkt, aus Dank für ein bestandenes Examen, als Fürbitte für ein Überleben im Krieg oder anderen Gründen. Ihr wurden auch Ohrringe, Taschenuhren, Parfümflakons oder kleinere Goldbarren vermacht.
Dem Gnadenbild wird etwa ein dutzend Mal im Jahr ein anderes Gewand angezogen, so dass man selten in den Dom kommt und Maria das gleiche Kleid trägt. 2007 hatte Maria 41 Kleider und „mehrere 100“ Schmuckstücke.

## Auswahl der dem Gnadenbild geschenkten Stücke

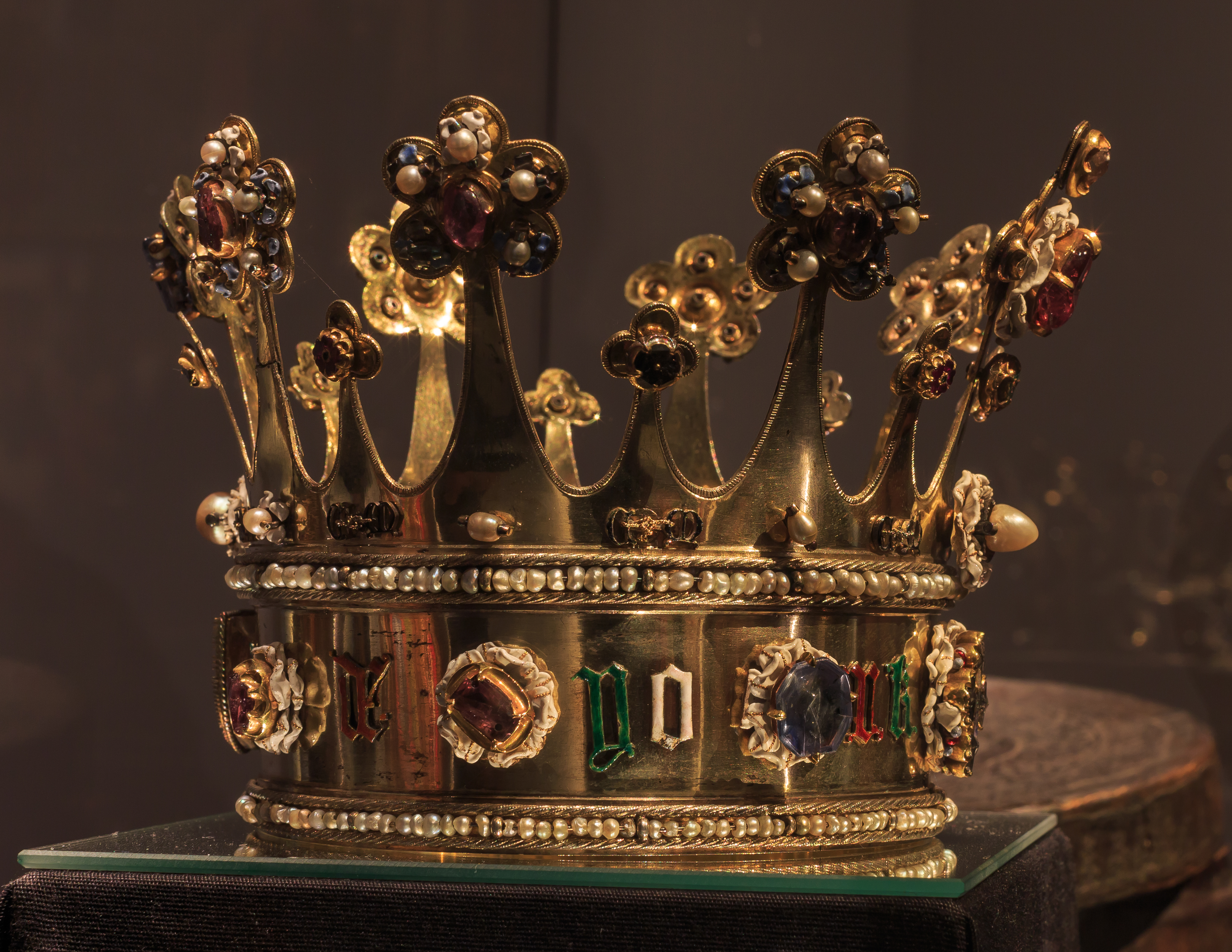
Krone der Margarethe von York, Aachener Domschatzkammer

- Die Krone der Margarethe von York (um 1461) wurde von dieser 1468 auch bei ihrer Hochzeit mit Karl dem Kühnen getragen. Es handelt sich hierbei neben der Pfälzischen Krone um eine von zwei erhaltenen Kronen einer englischen Königsfamilie aus dem Mittelalter. Diese Krone wird nur alle sieben Jahre zur Heiligtumsfahrt für das Gnadenbild verwendet.[3]
- Das Gewand aus dem 16. Jahrhundert ist das älteste erhaltene Gewand des Gnadenbildes. Es kann aufgrund des Erhaltungszustandes nicht mehr verwendet werden.[3]
- Das Gewand der Infantin Isabella Clara Eugenia ist ein mit Diamanten und Süßwasserperlen besetztes Kleid, das 1629 von der spanischen Infantin Isabella Clara Eugenia gestiftet wurde. Auch dieses Gewand wird nur zur Heiligtumsfahrt genutzt.[4][5]

## Trivia
- Im Volksmund wird Maria aufgrund der vielen Geschenke auch als „reichste Frau Aachens“ bezeichnet. Ein weiteres in Aachen kursierendes Gerücht, dass Maria nur ein unbehandelter Holzklotz in Kleidern sei, ist unbegründet.[3]
- Als während der Restaurierung im Jahr 1987 im Dom eine Ersatzstatue aufgestellt war, erhielt das Domkapitel einen Brief, dass die neue Madonna zwar schön sei, „aber sie funktioniert nicht, vor der kann man nicht beten.“[3]
- Wer Maria ein Kleid schenken möchte, tut gut daran, sich vorher mit dem Dom abzustimmen. Es gibt „hinreißende“ Kleider, die Maria nicht anziehen kann, da sie einfach nicht zu ihr passen. Vom Dompersonal kann man auch Schnittmuster erhalten.[3]
- Die Bedeutung des Gnadenbildes zeigt auch sein Vorkommen in Legenden. So wird vom heiligen Gezelinus aus dem heutigen Leverkusen berichtet, dass ein Engel die Herde des Hirten Gezelinus hütete, damit dieser zum Gnadenbild in Aachen pilgern konnte.[6]